# 認賊作爸媽
《認賊作爸媽》（英語：The Out-Laws）是一部2023年Netflix原創美國動作喜劇電影。由泰勒·施平德爾執導，艾文·特納（Evan Turner）和班·扎佐夫（Ben Zazove）編劇，亞當·山德勒、亞當·迪凡與艾倫·卡瓦特監製，並由迪凡、妮娜·道伯瑞、埃倫·巴爾金和皮爾斯·布洛斯南領銜主演。本片於2023年7月7日全球同步上映，獲得的評價偏低，不過評論大多讚賞了演員們出色的演技。

## 劇情
歐文（亞當·迪凡飾）是一位奉公守法、為人正派的銀行行長，他即將與女友帕克（妮娜·道伯瑞飾）共結連理，兩人各自邀請親友團來參加他們的婚禮。收到邀請後的帕克父母突然來訪，讓歐文措手不及，這是他與準岳父母初次見面，但帕克父母的行為讓他感到不太對勁。一天，兩位頂尖的銀行大盜洗劫了陽山銀行，身為銀行行長的歐文憑著他敏銳的觀察力推斷出嫌疑犯極有可能是他的準岳父母比利（皮爾斯·布洛斯南飾）和莉莉（埃倫·巴爾金飾）。歐文試著向警方或帕克揭發這個事實，但是他凶狠又精明的岳父母也同時極力阻止他說出真相。

## 演員及角色
| 演員                                     | 角色                         | 描述                                                   |
| ---------------------------------------- | ---------------------------- | ------------------------------------------------------ |
| 亞當·迪凡                                | 歐文·白朗寧 Owen Browning    | 帕克的未婚夫，陽山聯合銀行行長。                       |
| 妮娜·道伯瑞                              | 帕克·麥多摩 Parker McDermott | 歐文的未婚妻，瑜珈老師，比利與莉莉的獨生女。           |
| 皮爾斯·布洛斯南                          | 比利·麥多摩 Billy McDermott  | 帕克的父親，經驗老道的搶劫犯。                         |
| 埃倫·巴爾金                              | 莉莉·麥多摩 Lilly McDermott  | 帕克的母親，和丈夫比利是一對鴛鴦大盜。                 |
| 麥可·魯克                                | 羅傑·老漢 Roger Oldham       | 暗中調查麥多摩夫婦的聯邦調查局探員。                   |
| 普爾娜·雅格娜森                          | 蕾涵 Rehan Zakaryan          | 麥多摩夫婦的前同夥兼債主，因怕被他們出賣而先背叛他們。 |
| 理查·坎德                                | 尼爾·白朗寧 Neil Browning    | 歐文的父親，不喜歡麥多摩一家人。                       |
| 茱莉·哈格提                              | 瑪芝·白朗寧 Margie Browning  | 歐文的母親，不喜歡麥多摩一家人。                       |
| 布雷克·安德森                            | 羅哥 RJ                      | 歐文的表弟。                                           |
| 蘿倫·拉布庫斯                            | 金妃比 Phoebe King           | 亞特拉斯儲備銀行行長，歐文的競爭對手。                 |
| 李利·萊爾·豪艾里                         | 泰利 Tyree                   | 銀行保全，歐文的同事。                                 |
| 狄恩·溫特斯                              | 文斯·米蘭 Vince Millen       | 勝利聯合銀行行長。                                     |
| 蕾西·莫斯利                              | 瑪莉娑 Marisol               | 歐文的同事。                                           |
| 丹·安德魯·傑布隆斯 Daniel Andrew Jablons | 蓋瑞 Gary                    | 經常被反鎖在金庫裡的銀行員。                           |
| 珊妮·山德勒 Sunny Sandler                | 葛瑞希 Gracie                | 歐文的表妹。                                           |
| 佩吉·沃爾頓-沃克                         | 露絲 Ruth                    | 歐文的奶奶。                                           |
| 莫·加利尼                                | 鮑里斯 Boris                 | 倉庫管理員。                                           |
| 潔奇·山德勒                              | 小凱 Kay                     | 甜點店的老闆。                                         |
| 貝西·索達洛                              | 艾達 Ida                     | 甜點店的糕點師傅。                                     |

## 製作
2021年7月，泰勒·施平德爾執導的動作喜劇電影《認賊作爸媽》將由皮爾斯·布洛斯南與亞當·迪凡主演，艾文·特納（Evan Turner）和班·扎佐夫（Ben Zazove）編劇，以及艾薩克·霍恩（Isaac Horne）擔任執行製作，製片公司為亞當·山德勒創立的快樂麥迪遜公司。

### 選角
2021年10月，埃倫·巴爾金、妮娜·道伯瑞、麥可·魯克、普爾娜·雅格娜森、茱莉·哈格提、理查·坎德、李利·萊爾·豪艾里以及布雷克·安德森等人加入演員陣容。
導演泰勒·施平德爾在《We Got This Covered》專訪中談到自己很榮幸能夠邀請到前詹姆士·龐德演員皮爾斯·布洛斯南參與演出這部喜劇電影，因為細數過去多年皮爾斯·布洛斯南給人最深刻的印象就是個嚴肅的殺手，「他是一位很棒的演員，能讓他在本片中說著滑稽的台詞真是太酷了！」施平德爾說道。他也稱讚了亞當·迪凡與妮娜·道伯瑞兩人之間的化學反應十分良好。

### 拍攝
主體拍攝於2021年10月開始進行，並於同年12月結束。拍攝地點在喬治亞州亞特蘭大。

## 發行
《認賊作爸媽》的前導預告片於2023年6月6日發布，由Netflix於2023年7月7日全球同步發行本片。

## 大眾迴響
根据評論匯總网站爛番茄汇总的73篇评论文章，21%的评论家给予该作正面评价，平均打分为4.0分（满分10分）。该网站总结的评论家共识是“如此豪華的演員陣容為《認賊作爸媽》創造了笑點，但他們的人數過少，無法彌補本片中情景喜劇般的設置。”
在Metacritic上，根據17位影評人給予36分（滿分100分），這部電影獲得了「普遍負面評價」。
《Deadline Hollywood》的彼特·哈蒙德（Pete Hammond）說道：「雖然劇本沒有寫得非常好，但布洛斯南和巴爾金這兩位資歷深厚的演員還是設法讓他們的場景發揮作用。」、「你會感覺到布洛斯南很享受與其他演員們一起參與這樣的喜劇演出。」

## 外部連結
- 在Netflix上觀看《認賊作爸媽》
- 互联网电影数据库（IMDb）上《認賊作爸媽》的资料（英文）
- 爛番茄上《認賊作爸媽》的資料（英文）
- Metacritic上《認賊作爸媽》的資料（英文）
- 豆瓣电影上《認賊作爸媽》的資料 （简体中文）